# Sojourner Truth

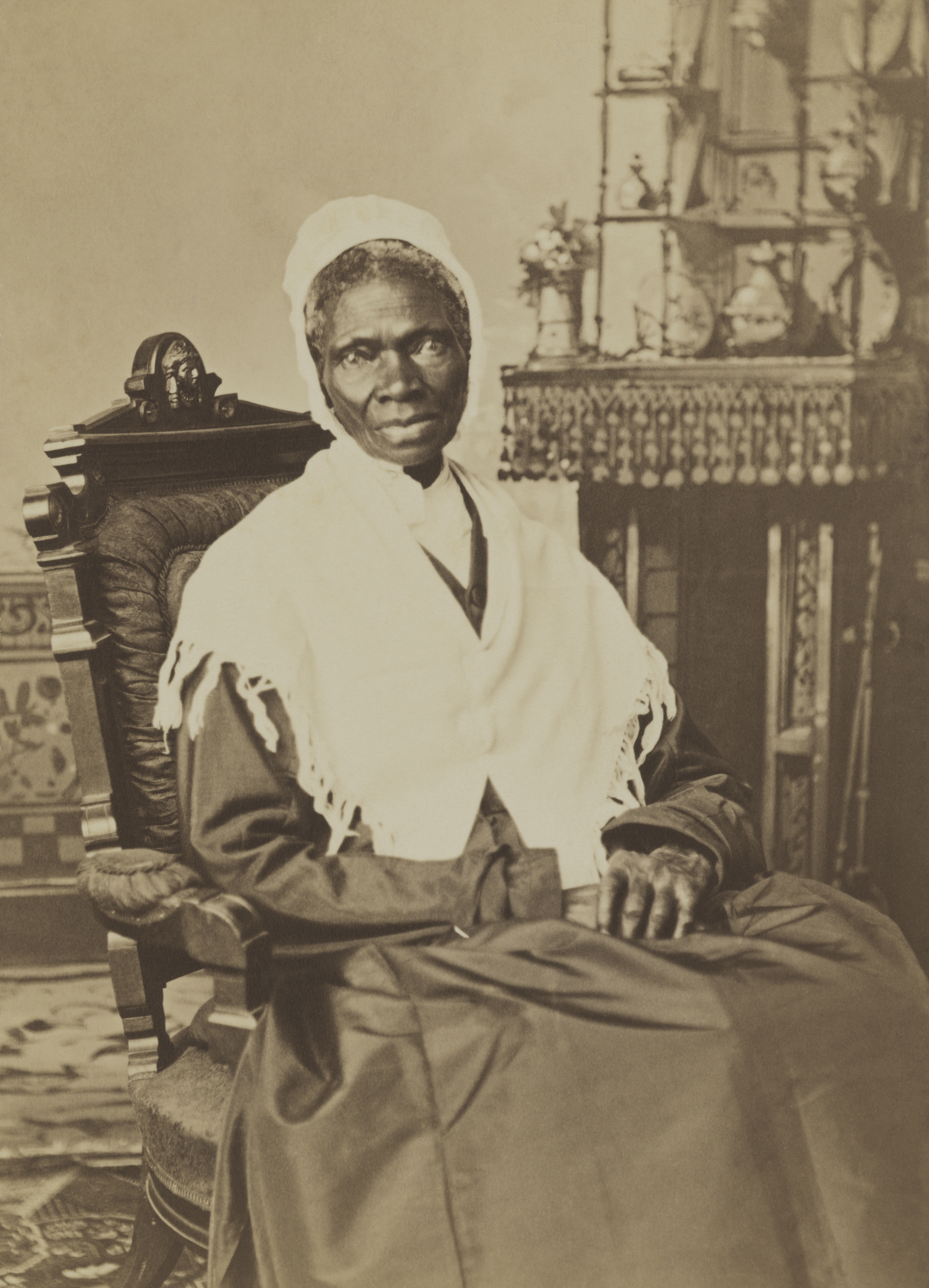
Sojourner Truth, ca. 1870, National Portrait Gallery in Washington

Sojourner Truth (* um 1797 in Esopus bei Hurley, New York; † 26. November 1883 in Battle Creek, Michigan) war eine US-amerikanische Abolitionistin, Frauenrechtlerin und Wanderpredigerin. Sie wurde als Tochter einer Sklavin in Swartekill, New York geboren, konnte aber mit ihrer eigenen Tochter 1826 aus der Versklavung fliehen. Als sie 1828 vor Gericht zog, um ihren Sohn zurückzubekommen, war sie die erste schwarze Frau, die einen solchen Prozess gegen einen Weißen gewann.

## Leben
Ursprünglich hieß Sojourner Truth „Isabella“ – Nachnamen waren bei Sklaven nicht üblich. Weil ihr Vater aber überall „Baumfree“ oder auch „Bomefree“ genannt wurde, schrieb man ihr später den Namen „Isabella Bomefree“ zu. Der Vater wurde im heutigen Ghana versklavt, die Vorfahren der Mutter stammten aus Guinea.

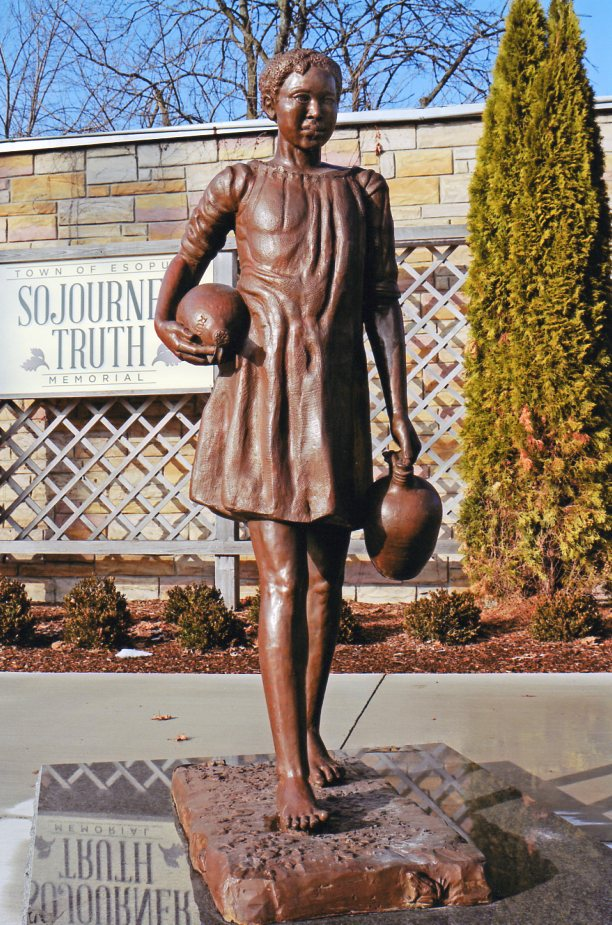
Sojourner Truth als junges Mädchen, Bronzestatue in Esopus, Ulster County

Sojourner Truth wurde vermutlich 1797 als eines von zehn oder zwölf Kindern, je nach Quelle, der versklavten Elisabeth (Ma Ma Bett) und James (Bomefree) auf einer Farm in Esopus im Ulster County, New York, geboren, die 95 Meilen nördlich von New York City liegt. „Eigentümer“ der Familie waren die Hardenberghs, eine aus den Niederlanden eingewanderte Familie, deren Familienoberhaupt Oberst war und die es zu beträchtlichem Landbesitz gebracht hatte. Daher liegt die Vermutung nahe, dass Truth als junge Frau fließend niederländisch gesprochen hatte. Als der Sohn Charles Hardenbergh 1808 starb, waren Truths Eltern ihres hohen Alters wegen bereits von den Hardenberghs in die Freiheit entlassen worden – für Truth bedeutete der Tod ihres Herrn jedoch die Freigabe zur Auktion.
Für 100 Dollar ging sie in den Besitz des gewalttätigen John Neely über, eines Kaufmanns aus der Nähe von Kingston. Die Neelys sprachen nur Englisch, und wenn Truth Anweisungen nicht verstand, setzte es Peitschenhiebe. Im gleichen Jahr wurde Martinus Schryver in Port Ewen für 18 Monate ihr Herr. 1810, zwei Jahre später, wurde sie an John Dumont verkauft, einen Farmer im Ulster County, der nur wenige Sklaven besaß. Im Gegensatz zu John Neely wird Dumont eher als warmherzig und human beschrieben, er habe Truth nicht geschlagen, sondern für gute Arbeit gelobt. Seine Frau, Sally Dumont, dagegen hat Truth sexuell missbraucht.
Um 1815 traf sie den Sklaven Robert von einer benachbarten Farm und verliebte sich in ihn. Roberts Besitzer Catlin untersagte dieses Verhältnis jedoch. Er wollte nicht, dass sein Sklave Kinder mit einer Sklavin eines anderen Herrn zeugte, da deren gemeinsame Kinder nicht in seinen Besitz übergehen würden. Zur Strafe für die verbotene Liebesbeziehung wurde Robert schwer misshandelt und Truth sah ihn nie wieder. Zwei Jahre später wurde sie von Dumont gezwungen, einen älteren Sklaven namens Thomas zu heiraten. Sie hatte fünf Kinder: Diana (* 1815), deren leiblicher Vater noch Robert war; aus der Ehe mit Thomas die Kinder Thomas, der kurz nach der Geburt verstarb, Peter (* 1821), Sophia Schyler (1821–1901) und Elizabeth (* 1825).
Als John Dumont sie 1826 trotz eines Versprechens, sie freizulassen, nicht gehen lassen wollte, floh Truth zum Quäker Isaac van Wagenen, der sie zusammen mit ihrer jüngsten Tochter Sophia bei John Dumont auslöste. Nachdem im Staat New York das Antisklavereigesetz nach 28 Jahren Verhandlungen am 4. Juli 1827 angenommen wurde, verkaufte Dumont im gleichen Jahr illegal ihren fünfjährigen Sohn Peter nach Alabama. Wiederum half ihr die Familie van Wagenen, ihn in ihre Obhut zurückzuerhalten. Somit war sie die erste Schwarze Frau, die gegen einen weißen Mann vor einem amerikanischen Gericht gewonnen hatte.
Als befreite Sklavin konvertierte sie 1827 während der zweiten Erweckungsbewegung zum Christentum. Sie zog 1829 mit ihrem Sohn nach New York City, wo sie als Hausangestellte für den Prediger Elijah Pierson arbeiten konnte. 1832 trat sie der perfektionistisch-utopischen Zion’s-Hill-Gemeinde bei, die von Schwarzen und armen Weißen besucht wurde. Deren charismatischer Führer Robert Matthews behauptete, als Prophet von Gott gesandt zu sein. Aber er war betrügerisch und nützte die Leute aus, sie war bei ihm als Hausangestellte und wurde von ihm geschlagen, was sie an die schlechten Zeiten der Sklaverei erinnerte. Als die Sache vor Gericht kam und publik wurde, wurde 1834 die Gemeinde wegen dieses Skandals aufgelöst, und Matthews setzte sich in den Westen ab, wo er unbekannt war.
Nach einer religiösen Inspiration und Vision wurde sie Methodistin, und sie entschloss sich am 1. Juni 1843, als Predigerin durch das Land zu reisen, um ihre erfahrene Hoffnung zu bezeugen. Nachdem sie zwischenzeitlich nach ihren Befreiern Truth Van Wegenen geheissen wurde, nannte sie sich nun Sojourner Truth. Die reformistisch eingestellten Mitglieder der Northampton Association of Education and Industry in Northampton, Massachusetts, machten sie vertraut mit fortschrittlichen abolitionistischen, pazifistischen und feministischen Ideen. Sie lebten in einer selbstversorgenden Gemeinschaft auf einem Areal von 500 Acres.
Ihr Engagement, ihr Scharfsinn und die Intensität ihrer öffentlichen Reden machten sie bald bekannt. Als erste schwarze Aktivistin stellte sie eine Verbindung her zwischen Frauen- und Sklavenrechten, wozu sie auch von weißen Aktivistinnen wie Lucretia Mott ermutigt wurde. Legendär wurde ihre Rede „And ain’t I a woman?!“ (deutsch: Und bin ich denn keine Frau?) im Jahr 1851 anlässlich der Frauenrechtskonvention in Akron, Ohio.

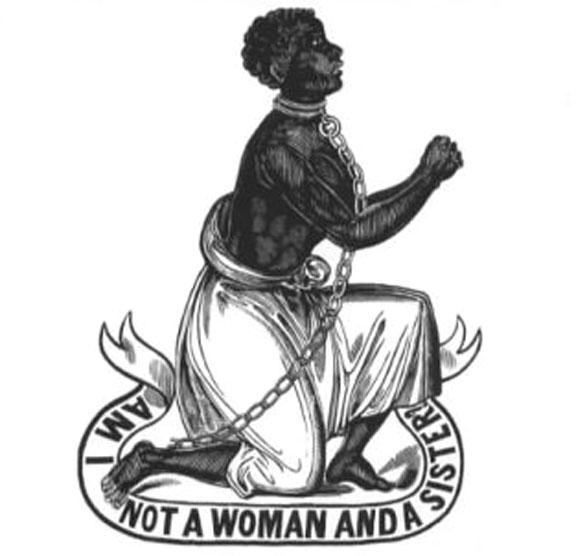
„Bin ich keine Frau und keine Schwester?“

Schon 1850 hatte sie der Freundin Olive Gilbert ihre Lebensgeschichte diktiert; denn sie selbst konnte nicht schreiben und lernte es auch nicht mehr. Das von William Lloyd Garrison 1850 veröffentlichte „The Narrative of Sojourner Truth: A Northern Slave“ (deutsch: Die Erzählung von Sojourner Truth: Eine Sklavin aus dem Norden) hatte ihr ein wenig Geld eingebracht. Zusammen mit dem Erlös ihrer Reden und dem Verkauf ihrer Foto konnte sie sich 1857 ein eigenes Haus in Harmonia kaufen, einer spirituell geprägten Siedlung in der Nähe von Battle Creek in Michigan.

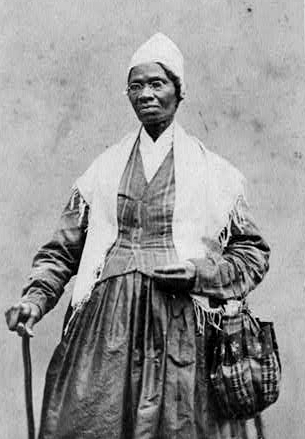
Sojourner Truth, ca. 1864

1863 zog Sojourner Truth nach Washington, D.C., wo sie schwarze Soldaten der Union aus dem Sezessionskrieg unterstützte und betreute. Während dieser Zeit setzte sie sich auch gegen die Rassentrennung in öffentlichen Verkehrsmitteln ein und sprach deswegen sogar bei Präsident Abraham Lincoln vor, der ihr am 29. Oktober 1864 eine Audienz gewährte.
Als 1867 im 15. Zusatzartikel zur Verfassung der Vereinigten Staaten schwarzen und indianischen Männern das (eingeschränkte) Wahlrecht zugestanden wurde, waren die weißen Frauenrechtlerinnen außer sich. Die meisten Abolitionisten waren jedoch der Meinung, das Leiden der vormals versklavten schwarzen Männer rechtfertige, dass sie das Wahlrecht vor den Frauen bekämen. Sojourner Truth war eine der wenigen Abolitionistinnen und Frauenrechtlerinnen, die zugunsten der schwarzen Frauen sprachen.
Nach dem Amerikanischen Bürgerkrieg arbeitete Sojourner Truth für die Freedman’s Relief Association und initiierte 1867 eine Stellenvermittlung für Afroamerikaner. Sie kümmerte sich um freigelassene Sklavinnen, indem sie ihnen hauswirtschaftliche Stellen vermitteln konnte. Bei dieser Tätigkeit wurde ihr klar, wie groß der Anteil der schwarzen Bevölkerung am Wohlstand der USA und wie gering die Anerkennung dieser Leistung war.
In ihren letzten Lebensjahren konzentrierte sich Sojourner Truth wieder auf die öffentliche Rede. Sie stritt für das Wahlrecht für Frauen und für Schwarze, sprach sich aus gegen Tabak, Alkohol und modische Kleidung, unterstützte Eigenständigkeit gegen eine zu große Abhängigkeit von staatlichen Institutionen und trat für die Bildung einer neuen Kolonie für befreite Sklaven ein. Weiter half sie mit, die Freedman’s Relief Association nach Kansas und Missouri auszudehnen. Um 1875 ging sie in den Ruhestand, den sie in ihrem Haus in Battle Creek verbrachte.
Mit ihrem Tod am 26. November 1883 in Battle Creek, Michigan, wo sie seit 1867 wohnte, endete ein Leben voller öffentlicher Engagements und leidenschaftlicher politischer Überzeugungen. Sie wurde auf dem Oak Hill Cemetery in Battle Creek begraben, neben ihr fanden auch ihre Töchter Diana Corbin (* 1815), Sophia Schyler (1821–1901) und Elizabeth Banks (* 1825) eine letzte Ruhestätte.
Als Sklavin mit düsterer Perspektive geboren, hatte sie sich zur ersten Fürsprecherin für die Abschaffung der Sklaverei und für die Einführung des Frauenwahlrechtes entwickelt.

## Werk und Einfluss
Mitte des 19. Jahrhunderts war Sojourner eine der Ersten, die eine Verbindung zwischen Frauenrechten und den Rechten der afroamerikanischen Bevölkerung herstellte. Mit ihrer berühmten Frage „Ain’t I a woman?“ (deutsch: Bin ich etwa keine Frau?) forderte sie die weißen Frauenrechtlerinnen auf, sich auch für die Rechte Schwarzer Frauen einzusetzen.
Während der 1860er Jahre war Truth die einzig vernehmbare Stimme, die für die Schwarzen Frauen sprach und die eine Verbindung von Rassismus und Sexismus herstellte: „Es gibt eine große Aufregung darüber, dass farbige Männer ihre Rechte bekommen, aber kein Wort über die farbigen Frauen; und wenn farbige Männer ihre Rechte bekommen und farbige Frauen nicht, sehen Sie, dass die farbigen Männer Herren über die Frauen sein werden, und es wird genauso schlimm sein wie zuvor.“
Ende des 19. Jahrhunderts wurde sie als „Bahnbrecherin“ unter den Predigerinnen angesehen, und es hieß weiter:

„Voll tief religiösen Sinnes, zeichnete sich ‚Sojourner‘ durch Originalität und frischen Humor in der Ausdrucksweise aus. Sie hat bei gar vielen der Anti-Sclaverei-Zusammenkünfte vor dem Kriege eine sehr hervorragende Rolle gespielt, denn sie ist stets warm und energisch für ihre Race eingetreten. Während des Bürgerkrieges hat sie in den Lazarethen von Washington und in Virginia sich ungemein nützlich erwiesen, und Abraham Lincoln zählte zu ihren wärmsten Freunden und Bewunderern. Der allgemeinen Annahme nach zählt sie schon über hundert Jahre. Sie lebt nun zu Battle Creek im Michigan und wartet, daß ‚der Herr sie abrufe‘.“

Bereits gut zwei Jahrzehnte vor dem Entstehen der Bürgerrechtsbewegung zu Beginn des 20. Jahrhunderts verlangte Sojourner Truth Reparationszahlungen für die Schwarzen: „Unsere Nerven und Sehnen, unsere Tränen und unser Blut wurden geopfert auf dem Altar der Habgier dieser Nation. Unsere unbezahlte Arbeit war ein Grundstein für ihren finanziellen Erfolg. Ein Teil der Dividende gehört auf jeden Fall uns.“
Während ihrer Predigten bewies Sojourner Truth eine bibeltreue und feministische Grundhaltung mit einer großen Portion beißendem Humor. So fragte sie männliche Abolitionisten, die das Wahlrecht für Schwarze Männer forderten, ob sie nicht an Jesus glaubten. Als diese bejahten, entgegnete sie: „Nun, Jesus ist der Sohn von Gott und Maria, ein Mann hatte damit nichts zu tun“.

## Gedenktag
- 10. März im Kalender der Evangelisch-Lutherischen Kirche in Amerika (ELCA).[27]

## Ehrungen

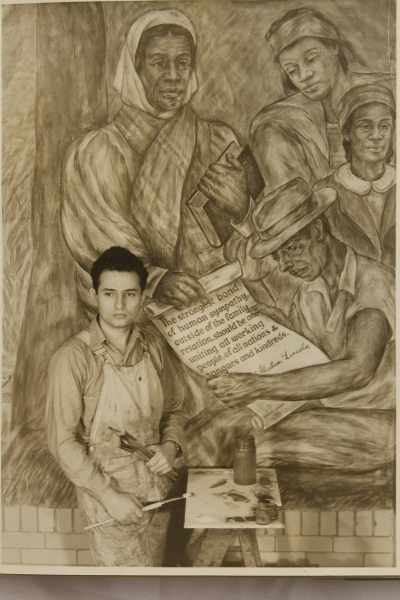
Der Künstler Norman Carton vor einem von ihm im Rahmen eines Works-Progress-Administration-Projekts 1941 geschaffenen Wandbilds, das Sojourner Truth zeigt

In Europa ist Sojourner Truth kaum bekannt. In den USA erinnert eine Briefmarke mit dem Nennwert von 22 Cent an die Aktivistin. Am 28. April 2009 wurde ihre Büste im Kapitol enthüllt. Der erste Rover, der 1997 mit der Sonde Pathfinder auf dem Mars landete, wurde nach ihr benannt.
Sie fand Eingang in die bildende Kunst des 20. Jahrhunderts. Die feministische Künstlerin Judy Chicago widmete ihr in ihrer Arbeit The Dinner Party eines der 39 Gedecke am Tisch. Es ist das einzige, das einer Schwarzen Frau gewidmet ist.
Im Jahr 1994 wurde ein Venuskrater nach ihr benannt: Truth. Ein Asteroid wurde am 12. Juli 2014 nach ihr benannt: (249521) Truth.
Sie wurde in die Anthologie Daughters of Africa aufgenommen, die 1992 von Margaret Busby in London und New York herausgegeben wurde.